# François de Bonne, duc de Lesdiguières
François de Bonne de Créquy, seigneur de Les Diguières et du Glaizil, seigneuer und seit 1611/20 duc de Lesdiguières, Ritter der königlichen Orden, (* 1. April 1543 in Saint-Bonnet-en-Champsaur, Dauphiné; † 28. September 1626 in Valence) war ein französischer Heerführer, Gouverneur der Dauphiné, der letzte Connétable von Frankreich und Marschall von Frankreich. Er war einer von nur sieben Generalmarschällen von Frankreich.

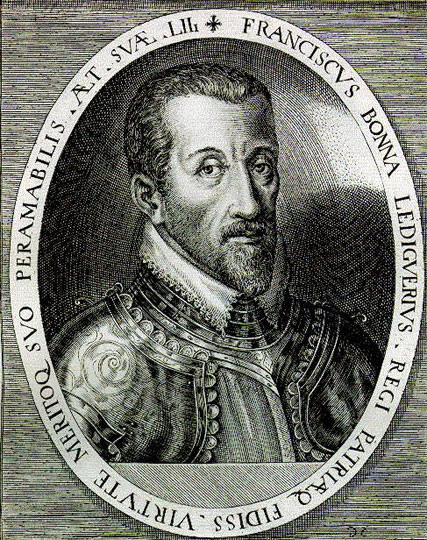
François de Bonne, Stich aus dem Atrium heroicum, 1600–1602

## Leben
François de Bonne war der Sohn von Jean de Bonne, seigneur de Lesdiguières.
Zunächst ein eifriger Anhänger der Reformation, kämpfte er an der Spitze einer Hugenottenschar in der Dauphiné und der Provence und trug sehr zur Erhebung Heinrichs IV. auf den französischen Thron bei.
Heinrich ernannte ihn zum Oberbefehlshaber im Krieg gegen Karl Emmanuel I. von Savoyen, den er in mehreren Schlachten schlug und aus seinem Land vertrieb. 1609 wurde er Marschall von Frankreich und 1611 zum Herzog von Lesdiguières und Pair von Frankreich ernannt. Die Erhebung seines Gutes Lesdiguières zur Pairie wurde aber vom Parlament lange nicht anerkannt und so konnte er erst 1620 den Eid ablegen.
Auch unter Ludwig XIII. behielt François de Bonne seinen Einfluss, er wurde zum Generalissimus ernannt. Im Krieg gegen die Hugenotten befehligte er 1621 die Belagerung von Saint-Jean-d’Angély und die Belagerung von Montauban, schwor 1622 in Grenoble auch dem Calvinismus ab und wurde dafür von Ludwig XIII. zum Connétable erhoben und zum Chevalier du Saint-Esprit ernannt. Von 1601 bis 1621 war er Besitzer von Schloss Coppet und begann einen grundlegenden Ausbau des Gebäudes.
1625 kommandierte er die französische Armee in Italien, nahm den Genuesern einige Plätze weg und zwang die Spanier, die Belagerung von Verona aufzugeben.
Am 28. September 1626 starb François de Bonne ohne männliche Erben, da sein Sohn Henri Emanuel aus der ersten Ehe mit Claudina Berenger de Gua († 1608) schon 1587 im Alter von sieben Jahren gestorben war. Sein Titel ging auf seinen Schwiegersohn, den Marschall von Créqui, über.
Lesdiguières war der letzte Connétable des Ancien Régime, nach ihm wurde das Amt nur noch einmal von Kaiser Napoleon I. vergeben.